# Crocosmia mathewsiana
Crocosmia mathewsiana är en irisväxtart som först beskrevs av Harriet Margaret Louisa Bolus, och fick sitt nu gällande namn av Peter Goldblatt och M.P.de Vos. Crocosmia mathewsiana ingår i släktet montbretior, och familjen irisväxter. Inga underarter finns listade i Catalogue of Life.